# Хомар
Хомар је насељено мјесто у општини Илијаш, Босна и Херцеговина.

## Становништво
|             | 2013.       | 1991.         | 1981.         | 1971.         |
| Укупно      | 59 (100,0%) | 154 (100,0%)  | 154 (100,0%)  | 188 (100,0%)  |
| Бошњаци     | 59 (100,0%) | 147 (95,45%)1 | 153 (99,35%)1 | 187 (99,47%)1 |
| Остали      | –           | 7 (4,545%)    | 1 (0,649%)    | –             |
| Југословени | –           | –             | –             | 1 (0,532%)    |

1. 1 На пописима од 1971. до 1991. Бошњаци су пописивани углавном као Муслимани.